# Cinturó d'Orió
El cinturó d'Orió és una part de la constel·lació d'Orió format per un asterisme de tres estrelles brillants alineades. A l'esquema es poden veure al centre de la imatge les estrelles ζ, ε i δ formant aquesta alineació.
- Zeta Orionis abreujat ζ Ori (Alnitak)
- Èpsilon Orionis abreujat ε Ori (Alnilam)
- Delta Orionis abreujat δ Ori (Mintaka)

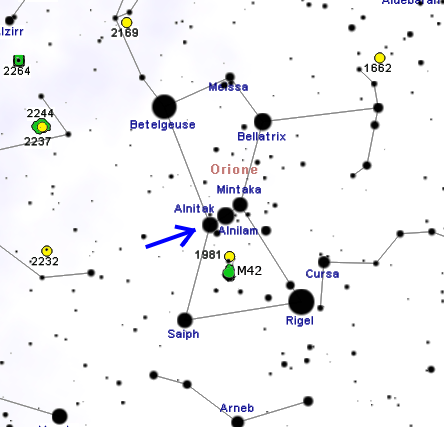
Cinturó d'Orió.